# تپه محمد خان دیکی (تربه)
تپه محمد خان دیکی (تربه) مربوط به اواخر هزاره دوم قبل از میلاد است و در شهرستان نمین، بخش مرکزی، روستای سلوط واقع شده و این اثر در تاریخ ۱۰ خرداد ۱۳۸۲ با شمارهٔ ثبت ۸۷۷۷ به‌عنوان یکی از آثار ملی ایران به ثبت رسیده است.